# 雲井洋
雲井 洋（くもい よう、1923年5月2日 - 1993年6月10日）は、日本の経営者、銀行家。百五銀行頭取を務めた。三重県出身。

## 経歴
1946年に早稲田大学商学部を卒業し、1951年に百五銀行に入行。1959年に取締役に就任し、1962年11月に常務、1969年5月に専務を経て、1977年6月に副頭取に就任し、1991年6月に頭取に昇格し、1993年4月までに務めた。
1993年6月10日心不全のために死去。70歳没。